# Josué 16
Josué 16 es el decimosexto capítulo del Libro de Josué en la Biblia hebrea o en el Antiguo Testamento de la Biblia cristiana. Según la tradición judía, el libro se atribuyó a Josué, con añadidos de los sumos sacerdotes Eleazar y Fineas, pero los eruditos modernos la consideran parte de la Tradición deuteronómica, que abarca desde el libros del Deuteronomio hasta 2 Reyes, atribuida a escritores nacionalistas y devotos de Yahvé durante la época del rey reformador de Judea Josías en el siglo VII a. C.. Este capítulo registra la adjudicación de tierras a la tribu de José, especialmente a la tribu de Efraín, parte de una sección que comprende Josué 13:1-21:45 sobre la adjudicación por los israelitas de la tierra de Canaán.

## Texto
Este capítulo fue escrito originalmente en Lengua hebrea. Está dividido en 10 Versículos.

### Testigos textuales
Algunos manuscritos antiguos que contienen el texto de este capítulo en hebreo pertenecen a la tradición del Texto Masorético, que incluye el Códice de El Cairo (895), el Códice de Alepo (siglo X) y el Códice Leningradoensis (1008).
Los manuscritos antiguos existentes de una traducción al griego koiné conocida como Septuaginta (originalmente se hizo en los últimos siglos a. C.) incluyen el Codex Vaticanus (B; {\displaystyle {\mathfrak {G}}}B; siglo IV) y Codex Alexandrinus (A; {\displaystyle {\mathfrak {G}}}A; siglo V). 

## Análisis

Mapa de la asignación de tierras a las tribus de Israel en tiempos de Josué

La narración del reparto de la tierra de Canaán por parte de los israelitas comprende los Versículos 13:1 al 21:45 del Libro de Josué y tiene el siguiente esquema:
A. Preparativos para distribuir la tierra (13:1-14:15)
B. La Asignación para Judá (15:1-63)
C. La Asignación para José (16:1-17:18)
1. 1. La asignación a José (16:1-4)
2. La herencia de Efraín (16:5-10)
3. Herencia de Manasés (17:1-13)
4. Tierra adicional para José (17:14-18)
D. Distribución de tierras en Silo (18:1-19:51)
E. Distribución levítica y conclusión (20:1-21:45)
Hay tres elementos clave en el informe de las asignaciones para las nueve tribus y media en la tierra de Canaán, a saber:
| Tribu    | Lista de límites | Lista de ciudades | Comentarios sobre la población indígena |
| -------- | ---------------- | ----------------- | --------------------------------------- |
| Judá     | X                | X                 | X                                       |
| Efraín   | X                |                   | X                                       |
| Manasés  | X                |                   | X                                       |
| Benjamín | X                | X                 |                                         |
| Simeón   |                  | X                 |                                         |
| Zabulón  | X                |                   |                                         |
| Issachar | X                |                   |                                         |
| Asher    | X                |                   |                                         |
| Naftalí  | X                | X                 |                                         |
| Dan      |                  | X                 | X                                       |

## Comentario general
El texto menciona que, después de la detallada descripción de la heredad de Judá, se describe también el territorio de Efraím y Manasés, dos tribus que forman parte de la casa de José y que jugarán un papel importante en la historia de Israel. Estas tribus ocupan la mayor parte de la zona central de Canaán. Su relevancia se refleja en la precisión con la que se describe la distribución de sus tierras, además de que su adjudicación se hace al mismo tiempo que la de Judá, lo que subraya su importancia. Sin embargo, a diferencia de Judá, las fronteras de Efraím y Manasés no se detallan de manera tan minuciosa, ni se incluye un listado exhaustivo de sus ciudades, lo que destaca un contraste en la forma en que se presenta la herencia de estas tribus.
Este enfoque resalta cómo Efraím y Manasés, aunque son fundamentales para el futuro de Israel, no tienen la misma centralidad geográfica y administrativa que Judá.

## La asignación de José (16:1-4)
.

Mapa de la asignación de tierras a las tribus de Israel en tiempos de Josué

La tribu de José es la siguiente en ser asignada después de Judá (cf. el espacio dedicado a cada tribu en la bendición de Jacob, Génesis 49:8-12, 22-26) y con la subdivisión en Efraín y Manasés (Josué 14:4), en conjunto cubre una enorme extensión de tierra en Canaán entre el río Jordán y el mar Mediterráneo desde justo al norte del mar Muerto hasta el monte Carmelo en el noroeste, además de las tierras de Transjordania asignadas a la otra mitad de Manasés. 
El límite meridional (Versículos 1-3) limita con Benjamín por el sur (16:2-3 paralelo 18:12-13), yendo desde Jericó (convergiendo allí tanto con Judá como con Benjamín) hasta Betel, a lo largo de la ruta de Jericó a Ai, pasando por el importante puesto militar de Gezer, con vistas a la entrada a la región montañosa desde la llanura.

### Versículo 2
Luego, yendo de Betel a Luz, pasa junto a Atarot, territorio de los arquitas. 
- «Betel»: aquí se separa de Luz, mientras que ambas se consideran una sola en otros Versículos (Josué 18:13; Jueces 1:23).[14]
- «Arquitas»: la residencia o tribu de Husai, consejero de David (2 Samuel 15:32; 2 Samuel 16:16; 1 Crónicas 27:33).

## Asignación para Efraín (16:5-10)
El límite de Efraín se define en detalle en sus fronteras norte y este con Manasés (6b-7), y el Versículo 9 parece indicar una definición compleja de las fronteras entre ellos.

### Versículo 10
Sin embargo, no expulsaron a los cananeos que vivían en Gezer, por lo que los cananeos han vivido en medio de Efraín hasta el día de hoy, pero han sido obligados a realizar trabajos forzados.
- «Gezer»: más tarde fue dada a Israel por Faraón en tiempos de Salomón (1 Reyes 9:16).[14]